# Gateway (przedsiębiorstwo)
Gateway, Inc (wcześniej Gateway 2000) – amerykańskie przedsiębiorstwo produkujące sprzęt komputerowy. Projektuje, produkuje, wspiera i sprzedaje szeroką gamę komputerów osobistych oraz monitorów, serwerów i akcesoriów komputerowych. W październiku 2007 roku została przejęta przez firmę Acer.

## Historia
Firma Gateway została założona 5 września 1985 r. na farmie w okolicach Sioux City przez Teda Waitta, jego brata Norma oraz Mike’a Hammonda. Przedsiębiorstwo było pionierem w produkcji niskobudżetowych komputerów poprzez swoją markę Astro. Oferowała ona maszyny w cenach niższych niż 1 tys. dolarów.

### Etymologia nazwy i logotypu
Dla firmy charakterystycznym jest motyw w plamy bydła holsztyno-fryzyjskiego. Znajdował się w jej logo od 2005 r., a już dużo wcześniej zwracał uwagę klientów jako stały element opakowań produktów. Wywodzi się z przemysłu mięsnego działającego w rejonie Sioux City w końcu XIX w.. Zanim rzeki Big Sioux i Missouri zostały połączone mostami, do miasta często transportowano krowy promami. Wiele sztuk wypadało z pokładu podczas przeprawy, a farmerzy porzucali je, woląc bezpiecznie spławić resztę stada szybkim nurtem aniżeli ryzykować większe straty. Przodek Teda Waitta, wykazując się przedsiębiorczością, wyławiał takie i sprzedawał zakładom mięsnym.
Sioux City bywa nazywane wrotami do Południowej Dakoty ze względu na swoje położenie geograficzne. Nazwa przedsiębiorstwa z angielskiego znaczy właśnie wrota lub brama.

#### Logotypy
| daty obowiązywania | opis | ilustracja |
| ------------------ | --- | ---------- |
| 1985–1990          | |            |
| 1990–1998          | Nazwa przedsiębiorstwa napisana łącznie białą czcionką na czarnym tle – znaki „G” i „2” nieco większe. Na lewo od nazwy wychodząca poza czarne tło, stylizowana na złoto–białą linię „przełamaną” w trzech miejscach, litera G. |            |
| 1998–2003          | Nazwa zapisana zwięźlejszą niż poprzednio, zieloną czcionką, na przeźroczystym tle. Duża litera "G", pozostałe małe. Po lewej on niej prostopadłościan, z bokami naznaczonymi grubą, niedokładną kreską. Na jego ścianach wzór w plamy krowy mlecznej. |            |
| 2002–2005          | Logo pojawiło się na początku 2002 i przez około rok było używane wespół z poprzednim. Wykorzystano tylko dwa kolory – jasną czerń i biel – oraz wyszczuplono czcionkę, tworzącą napis „Gateway”. Prostopadłościan zastąpiono uregulowanym i zaokrąglonym wyobrażeniem krowiej plamki, w środku której symbol zasilania, obrócony o 90 stopni, przypomina literę „G”.             |            |
| od 2004 r.         | U góry krowie plamki zagięte pod kątem tworzą sześcian, jednak z niezaznaczonymi bokami. Poniżej nowocześnie stylizowany napis „Gateway”, czcionka mniejsza niż do tej pory. Zastosowana czerń, wpadająca w czerwień, jest jaśniejsza niż w poprzednim logotypie. Istnieje wersja loga z takim sześcianem po lewej stronie napisu, jest on wtedy dopasowany do rozmiaru czcionki. |            |

### Siedziby i kraje produkcji

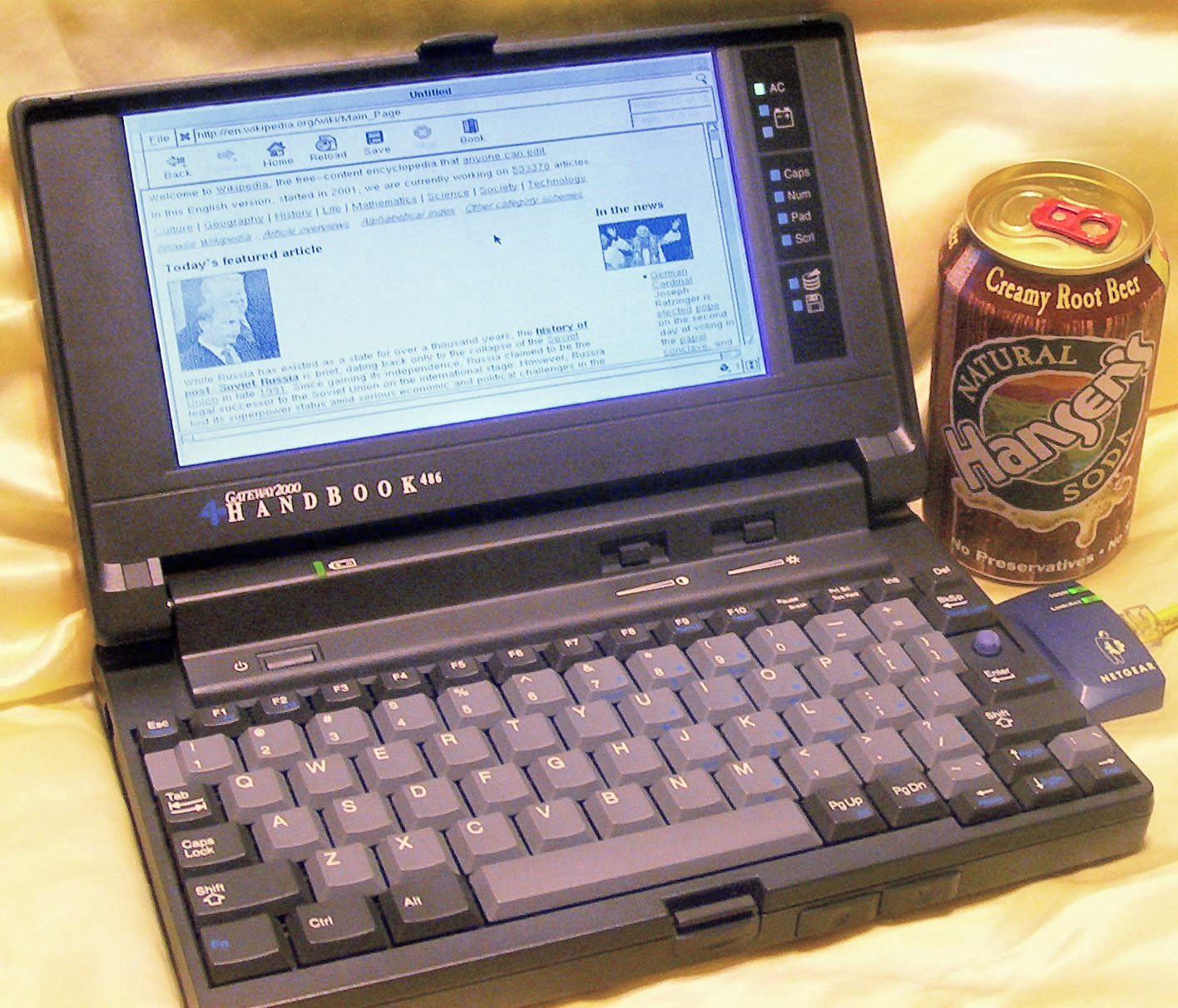
Gateway HandBook 486 (1992)

W 1989 r. firma Gateway przeniosła swoje biura i zakłady produkcyjne do North Sioux City. Powiększając działalność, otworzyła sieć sklepów detalicznych o nazwie Gateway Country Stores, głównie na przedmieściach i obszarach wiejskich Stanów Zjednoczonych. Maskotką punktów była rzecz jasna krowa mleczna (patrz: Etymologia). Przedsiębiorstwo zamknęło wszystkie swoje sklepy w 2005 r.. Jego produkty sprzedawały odtąd tylko zewnętrzne sklepy.
W celu zwiększenia sprzedaży komputerów z wyższej półki i dostępu do specjalistów Gateway przeniosła swoją siedzibę do dzielnicy La Jolla w San Diego w maju 1998 r. (przyp.). Kolejne przenosiny – w obrębie stanu Kalifornia, do Poway – miały miejsce w październiku 2001 i były podyktowane względami ekonomicznymi. Natomiast po przejęciu firmy eMachines w 2004 r. siedzibą firmy stało się Irvine.
Firma przeniosła produkcję komputerów stacjonarnych, laptopów i serwerów z powrotem do Stanów Zjednoczonych wraz z otwarciem Gateway Configuration Center w Nashville we wrześniu 2006 roku. W tym miejscu zatrudniała 385 osób. Do kwietnia 2007 notebooki Gateway były produkowane w Chinach, a komputery stacjonarne miały nalepki „made in Mexico”.

### Zmiana nazwy
Z nazwy przedsiębiorstwa usunięto człon „2000” w roku 1998 by została lepiej przyjęta przez pokolenia inne niż millennialsi.

### Rozszerzenie asortymentu
We wrześniu roku 2002 przedsiębiorstwo rozszerzyło gamę swoich produktów o telewizory plazmowe. Zaoferowało swój 42–calowy model plazmy za niecałe 3 tys. euro – wówczas była to cena znacznie niższa od konkurencyjnych. W 2003 r. dołączyło do swojej oferty także aparaty cyfrowe, projektory DLP, bezprzewodowe routery i odtwarzacze MP3. Na początku 2004 r. firma była już liderem amerykańskiego rynku w kategorii telewizorów. Mimo to uznała potencjał projektu za krótkoterminowy i dyrektor generalny, Wayne Inouye, wycofał ją z ww. segmentów w 2004 r.. Gateway skupia się na przejętej wówczas marce eMachines (patrz: Przejęcia), pozostaje we wspomnianych niszach rynkowych wyłącznie jako internetowy dystrybutor produktów firm trzecich.

### Przejęcia
America Online kupiła Gateway.net – przedsiębiorstwo dostarczające usługi internetowe – w 1999 r. za 800 mln dolarów.
W 2004 r. Gateway przejęło, powstałą w 1998 roku, eMachines. Ona także produkowała niskobudżetowe komputery. Nowy właściciel mocno skupił siły na tym brandzie. W trzy lata później został też właścicielem Packard Bell.
16 października 2007 r. zakończył się proces przejmowania Gateway przez spółkę Acer. Stał on się również właścicielem eMachines i Packard Bell. Tę drugą wygasił ostatecznie w 2013 r.
We wrześniu 2020 roku Acer przyznał prawa do używania marki firmie Bmorn Technology z siedzibą w Shenzhen. Licencja obejmuje produkcję tabletów i laptopów oraz ich sprzedaż w sieci Walmart na terenie USA i Portoryko. Będą dystrybuowane wyłącznie drogą internetową. Produkty zastępują brand EVOO, a są współtworzone z firmą THX.

## Kontrowersje
W 2003 r. United States Securities and Exchange Commission wniosła zarzuty przeciwko trzem byłym członkom zarządu spółki Gateway: dyrektorowi generalnemu Jeffowi Weitzenowi, byłemu dyrektorowi finansowemu Johnowi Toddowi i byłemu kontrolerowi Robertowi Manzie. Oskarżono ich o oszustwa na tle papierów wartościowych i wprowadzenie w błąd inwestorów odnośnie do kondycji finansowej spółki. Weitzen został uniewinniony od pierwszego zarzutu w 2006 r., zaś panowie Todd i Manza usłyszeli wyrok za drugi czyn w marcu 2007 r.